# Generalny Pomiar Ruchu

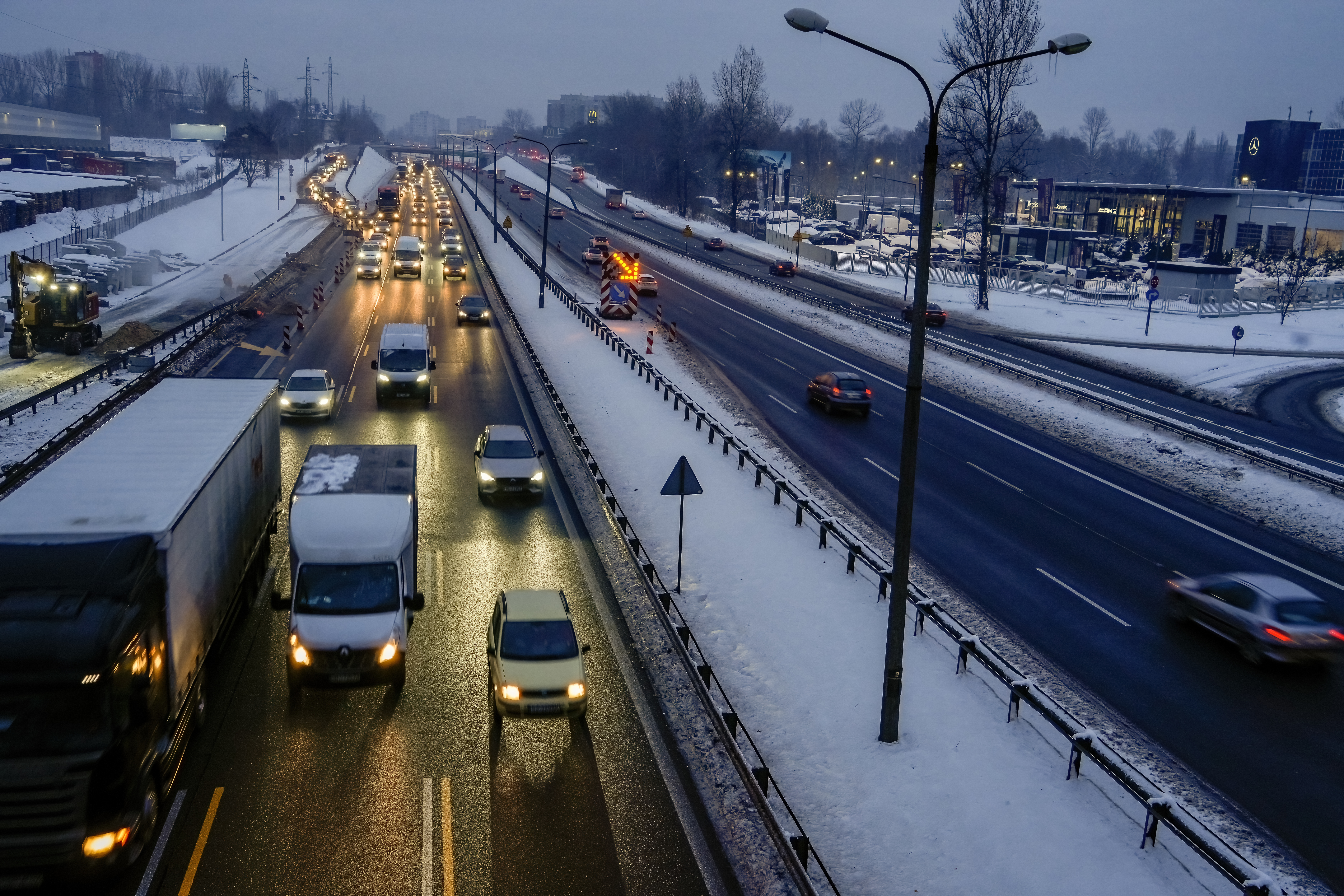
S86 — według GPR od 2015 roku druga pod względem natężenia ruchu droga ekspresowa.

Generalny Pomiar Ruchu (GPR) – cykliczne badania / pomiary natężenia ruchu, realizowane na sieci dróg krajowych w całej Polsce realizowany przez Generalną Dyrekcję Dróg Krajowych i Autostrad na podstawie art. 20 pkt 15 ustawy z dnia 21 marca 1985 r. o drogach publicznych. Pomiar taki wykonywany jest cyklicznie co 5 lat. Jedno z najważniejszych badań prowadzone  w fazie utrzymania drogi w celu oceny funkcjonowania drogi i identyfikacji obciążenia oraz charakterystyki ruchu drogowego. Pierwszy pomiar odbył się w 1965 roku. 
Generalny pomiar ruchu z 2010 roku realizowany był na drogach krajowych obejmował sieć o łącznej długości ok. 17 tys. km. Pomiary realizowane były w 1793 punktach w sposób ręczny przez obserwatorów lub automatycznie jako wideo rejestracja i stacje ciągłych pomiarów ruchu. Realizowane pomiary dotyczyły kategorii pojazdów takich jak: motocykle, samochody osobowe, dostawcze, ciężarowe z przyczepą, ciężarowe bez przyczepy, autobusy, ciągniki rolnicze, rowery. Pomiary realizowane były przez 9 dni i w 9 cyklach dziennych, 2 nocnych oraz dwóch całodobowych wg określonego harmonogramu. 
Pomiary w 2020 roku w dużej części (ponad 50%) były zrealizowane z wykorzystaniem metod wideorejestracji.  
Najważniejsze wielkości ruchu drogowego określone na podstawie GPR:
- Średni Dobowy Ruch Roczny (SDRR)
- Średni Dobowy Ruch Roczny w typowe dni robocze (SDRDR)
- Średni Dobowy Ruch w okresie letnim (lipiec i sierpień) (SDRL)
- Średni Dobowy Ruch w okresie zimowym (SDRZ)*
- Średni Ruch Dzienny/ Wieczorny/ Nocny (SRD/ SRW/ SRN)
- Wskaźniki wzrostu ruchu
- Rodzajowa struktura ruchu

## Historia
- 1926 — pierwszy kompleksowy pomiar ruchu drogowego na ówczesnej sieci dróg państwowych o nawierzchni twardej[7],
- 1954 — pierwszy po II wojnie światowej pomiar ruchu w ograniczonym zakresie[7],
- 1965 — ujednolicenie systemu pomiarów do wytycznych Europejskiej Komisji Gospodarczej ONZ[7],
- 2000 — zmiana zasad przeprowadzania pomiarów w związku z nowym podziałem administracyjnym Polski - oddzielenie pomiarów na drogach krajowych i wojewódzkich[7],
- 2010 — pierwsze próby automatyzacji pomiaru[7],
- 2015 — zwiększenie zasięgu automatyzacji pomiarów[7],
- 2020/2021 — pomiary realizowane w całości metodą wideorejestracji lub automatyczną[7].